# 阿尔沃雷多
阿尔沃雷多是巴西圣卡塔琳娜州的一个市镇。总面积90.709平方公里，总人口2193人，人口密度24.2人/平方公里。